# Rhythm Is Gonna Get You
«Rhythm Is Gonna Get You» es el primer sencillo de la banda Miami Sound Machine del álbum Let It Loose. Fue su cuarto sencillo en llegar al Top 10 y el segundo al Top 5 del Billboard Hot 100 estando en el quinto lugar.
- Datos: Q7321912